# 2000 QL251
2000 QL251, também escrito como 2000 QL251, é um objeto transnetuniano (TNO) que está localizado no cinturão de Kuiper, uma região do Sistema Solar. Ele é classificado como um twotino, pois, o mesmo está em uma ressonância orbital de 1:2 com o planeta Netuno. O mesmo possui uma magnitude absoluta de 6,6 e tem um diâmetro com cerca de 149 km. O astrônomo Mike Brown lista este corpo celeste em sua página na internet como um candidato a possível planeta anão. Este corpo celeste é um sistema binário, o outro componente, o S/2006 (2000 QL251) 1, possui um diâmetro estimado em cerca de 142 km.

## Descoberta
2000 QL251 foi descoberto no dia 25 de agosto de 2000 pelo astrônomo Marc W. Buie.

## Órbita
A órbita de 2000 QL251 tem uma excentricidade de 0,213 e possui um semieixo maior de 47,565 UA. O seu periélio leva o mesmo a uma distância de 37,422 UA em relação ao Sol e seu afélio a 57,708 UA.